# 野沢温泉村情報センター
野沢温泉村情報センター（のざわおんせんむらじょうほうセンター）は、長野県下高井郡野沢温泉村が運営する公営ケーブルテレビ局である。愛称は、村名にもちなむ野沢菜から「テレビ菜の花」である。村内に設置された施設全体は「野沢温泉村情報連絡施設」ともよばれる。

## サービスエリア
- 野沢温泉村

## 主な放送チャンネル
- 在長CATVでも珍しく、東京キー局の再送信が行われない。

### 地上波系列別再送信局
| NHK-G       | NHK-E        | NNN        | ANN          | JNN      | FNN      |
| ----------- | ------------ | ---------- | ------------ | -------- | -------- |
| NHK長野総合 | NHK長野Eテレ | テレビ信州 | 長野朝日放送 | 信越放送 | 長野放送 |

### テレビ局
| デジタル  | 放送局                                       |
| --------- | -------------------------------------------- |
| TV011-012 | NHK長野総合                                  |
| TV021-023 | NHK長野Eテレ                                 |
| TV041-042 | テレビ信州                                   |
| TV051-052 | 長野朝日放送                                 |
| TV061-062 | 信越放送                                     |
| TV081-082 | 長野放送                                     |
| 121       | 自主放送                                     |
| 122       | 自主放送（スキー場ライブカメラ・観光ビデオ） |
| BS101-102 | NHK BS                                       |
| BS141-143 | BS日テレ                                     |
| BS151-153 | BS朝日                                       |
| BS161-163 | BS-TBS                                       |
| BS171-173 | BSテレ東                                     |
| BS181-183 | BSフジ                                       |
| BS191     | WOWOWプライム                                |
| BS192     | WOWOWライブ                                  |
| BS193     | WOWOWシネマ                                  |
| BS200     | BS10                                         |
| BS201     | BS10スターチャンネル                         |
| BS211     | BS11                                         |
| BS222     | TwellV                                       |
| BS231     | 放送大学テレビ                               |
| BS232     | 放送大学テレビ(サブチャンネル)               |

## 備考
- 野沢温泉村サイトでは、詳しいチャンネル表・スタジオ施設所在地を公表していない。そのため、前述のチャンネル表は推定に基づくものである。
- 利用できる放送として、「アナログ放送・地上デジタル放送・BSデジタル放送が、市販の機材で視聴できるパススルー方式で実施されている」と記載された説明書が公表されている。FM方式による音声告知放送も実施されている[1]。
- 1994年（平成6年）12月1日に開局した[2]。当時は加入者間通話の電話機能もあったが、2009年（平成21年）の施設改修・FTTH化に際して廃止された。この施設による通信サービスは民間通信事業者にIRU契約で貸し出すことにより実施される[3]。